# Navaia hesperidum
Navaia hesperidum är en insektsart som beskrevs av Rauno E. Linnavuori 1960. Navaia hesperidum ingår i släktet Navaia och familjen dvärgstritar. Inga underarter finns listade i Catalogue of Life.